# Badi (Fluss)
Der Badi ist ein linker Nebenfluss des Konkouré im westafrikanischen Guinea.

## Verlauf
Der Fluss hat seine Quelle unweit der Grenze zu Sierra Leone, etwa 30 km südwestlich von Kindia. Er fließt in nordwestliche Richtung. Der Badi mündet gegenüber von Fria in den Konkouré.

## Hydrometrie
Der Abfluss des Badi wurde über die Jahre 1957 bis 2000 an der Pegelmessstation „Bac de Badi“, etwa 20 km oberhalb der Mündung, in m³/s gemessen.